# Supercoppa portoghese (pallavolo maschile)
La Supercoppa portoghese è una competizione pallavolistica per squadre di club portoghesi maschili, organizzata con cadenza annuale dalla FPV.

## Edizioni
| Edizione      | Edizione          | Podio             | Podio         | Podio             |               |
| Anno          | Sede della finale | Campione          | Risultato     | Finalista         |               |
| ------------- | ----------------- | ----------------- | ------------- | ----------------- | ------------- |
| 1989 Dettagli | -                 | Leixões           | 3 - 1 3 - 0   | Sporting Lisbona  |               |
| 1990 Dettagli | -                 | Benfica           | -             | -                 |               |
| 1991 Dettagli | Lisbona           | Sporting Lisbona  | 3 - 1         | Benfica           |               |
| 1992 Dettagli | Lisbona           | Sporting Lisbona  | 3 - 0         | Benfica           |               |
| 1993 Dettagli | Lisbona           | Sporting Lisbona  | 3 - 1         | Nacional          |               |
| 1994 Dettagli | -                 | Castêlo da Maia   | 3 - 2         | Sporting Lisbona  |               |
| 1995 Dettagli | -                 | Espinho           | -             | -                 |               |
| 1996 Dettagli | -                 | Castêlo da Maia   | -             | Espinho           |               |
| 1997 Dettagli | -                 | Espinho           | 3 - 1         | Castêlo da Maia   |               |
| 1998 Dettagli | Braganza          | Espinho           | 3 - 0         | Esmoriz           |               |
| 1999 Dettagli | Ovar              | Castêlo da Maia   | -             | Espinho           |               |
| 2000 Dettagli | -                 | Espinho           | -             | -                 |               |
| 2001 Dettagli | -                 | Castêlo da Maia   | -             | Espinho           |               |
| 2002-2009     | -                 | Non disputata     | Non disputata | Non disputata     | Non disputata |
| 2010 Dettagli | Póvoa de Varzim   | Castêlo da Maia   | 3 - 1         | Espinho           |               |
| 2011 Dettagli | Lisbona           | Benfica           | 3 - 0         | Fonte do Bastardo |               |
| 2012 Dettagli | Coimbra           | Benfica           | 3 - 0         | Espinho           |               |
| 2013 Dettagli | Vila do Conde     | Benfica           | 3 - 2         | Fonte do Bastardo |               |
| 2014 Dettagli | Coimbra           | Benfica           | 3 - 0         | Castêlo da Maia   |               |
| 2015 Dettagli | Coimbra           | Benfica           | 3 - 0         | Espinho           |               |
| 2016 Dettagli | Viseu             | Benfica           | 3 - 0         | Fonte do Bastardo |               |
| 2017 Dettagli | Almada            | Espinho           | 3 - 2         | Benfica           |               |
| 2018 Dettagli | Póvoa de Varzim   | Benfica           | 3 - 0         | Sporting Lisbona  |               |
| 2019 Dettagli | Almada            | Benfica           | 3 - 0         | Fonte do Bastardo |               |
| 2020 Dettagli | Gondomar          | Benfica           | 3 - 0         | Espinho           |               |
| 2021 Dettagli | Santo Tirso       | Benfica           | 3 - 2         | Sporting Lisbona  |               |
| 2022 Dettagli | Santo Tirso       | Fonte do Bastardo | 3 - 1         | Benfica           |               |
| 2023 Dettagli | Santo Tirso       | Benfica           | 3 - 0         | Fonte do Bastardo |               |
| 2024 Dettagli | Santo Tirso       | Sporting Lisbona  | 3 - 1         | Benfica           |               |

## Palmarès
| Squadra           | Titolo | Edizione                                                         |
| ----------------- | ------ | ---------------------------------------------------------------- |
| Benfica           | 11     | 2011, 2012, 2013, 2014, 2015, 2016, 2018, 2019, 2020, 2021, 2023 |
| Castêlo da Maia   | 5      | 1994, 1996, 1999, 2001, 2010                                     |
| Espinho           | 5      | 1995, 1997, 1998, 2000, 2017                                     |
| Sporting Lisbona  | 4      | 1991, 1992, 1993, 2024                                           |
| Leixões           | 1      | 1989                                                             |
| Fonte do Bastardo | 1      | 2022                                                             |